# 崔孝鎭
崔 孝鎭（チェ・ヒョジン、Choi Hyo-Jin、최효진、1983年8月18日 - ） は、大韓民国出身の元サッカー選手。元韓国代表。現役時代のポジションはディフェンダー、ミッドフィールダー。

## 来歴

### クラブ
延喜小学校、中東中学校、中東高等学校、亜洲大学校を経て仁川ユナイテッドFCに入団。
2007年、浦項スティーラースへ移籍。同じ右サイドを得意とする呉範錫とのポジション争いに敗れ、ベンチ要員になることもあった。
しかし、呉が横浜FCへ移籍したため、再び出番を掴み、同年のKリーグ優勝に貢献する活躍を見せた。2010年はFCソウルに所属するが、2011年から2012年までの2年間は兵役の為、尚州尚武フェニックスに所属する。2012年9月10日、兵役期間終了に伴い、FCソウルへ復帰。

### 代表
2008年5月、2010年FIFAワールドカップ・南アフリカ大会・アジア3次予選・ヨルダン戦に臨む韓国代表に初招集され、同年6月14日のタジキスタン戦で代表デビューを飾った。2010年8月11日のナイジェリアとの親善試合で代表初得点を記録。その後もコンスタントに招集され、AFCアジアカップ2011のエントリーメンバーに選出された。

## 人物
韓国代表の右サイドハーフ。172cmと小柄ながらも積極的な突破から“タンク”と称される。
浦項スティーラースのセルジオ・ファリアス監督から「韓国最高のMF」と評価された。

## 代表歴
- 韓国代表
  - 2008年6月14日 - A代表初出場 - タジキスタン戦

## 獲得タイトル
- 2007年、2010年、2012年 - Kリーグ優勝
- 2008年 - 韓国FAカップ優勝
- 2009年、2010年 - ピースカップ優勝
- 2009年 - アジアチャンピオンズリーグ優勝